# テオドール・バロン
テオドール・バロン（Théodore Baron、1840年8月19日 - 1899年9月4日）は、ベルギーの写実主義の風景画家である。

## 略歴
ブリュッセルで、装飾画家のフランソワ・バロン（François Baron）の息子に生まれた。1854年から絵を学び始め、ブリュッセルの美術学校（l'atelier Saint-Luc）でアカデミック美術の画家、イポリット・デ・ラ・シャルレリエ（Hippolyte de la Charlerie: 1827–1869）に学び、その後、アンリ・ヴァン・デル・エクト（Henri Van der Hecht）とルイ・デュボア（1830-1880）に学んだ。
オーデルゲム(Auderghem)などのブリュッセルの近郊の場所で風景画を描くようになり、後に自由美術協会(Société Libre des Beaux-Arts)の創立会員になる海景画家のルイ・アルタン（Louis Artan: 1837–1890）と1863年に知り合った。1865年から1867年の間はアントウェルペン州のカルムトハウト(Calmpthou)で活動し 、イジドール・メイエール（Isidore Meyers: 1836-1916)やジャック・ロゼール（Jacques Rosseels: 1828-1912）、フローラン・クラベール（Florent Crabeels: 1829-1896）といった「カルムトハウト派」と呼ばれる画家たちと活動した。
1868年に設立された自由美術協会では、事務長や会計、展覧会の運営を行った。ブリュッセルを拠点に活動し、オランダ、ドイツ、イタリア、フランスなどを訪れ、風景を描いた。フランスのバルビゾン派の画家、テオドール・ルソー（1812-1867）から影響を受けた。1884年にブリュッセルで結婚した。1880年代後半には印象派の画家からも影響を受けた。
ベルギー北部のナミュールの美術学校(l'académie des beaux-arts de peinture et de dessin de Namur)で教え始め1893年に校長になった。
1889年にナミュール州のサン＝セルベー(Saint-Servais)で亡くなった。

## 作品

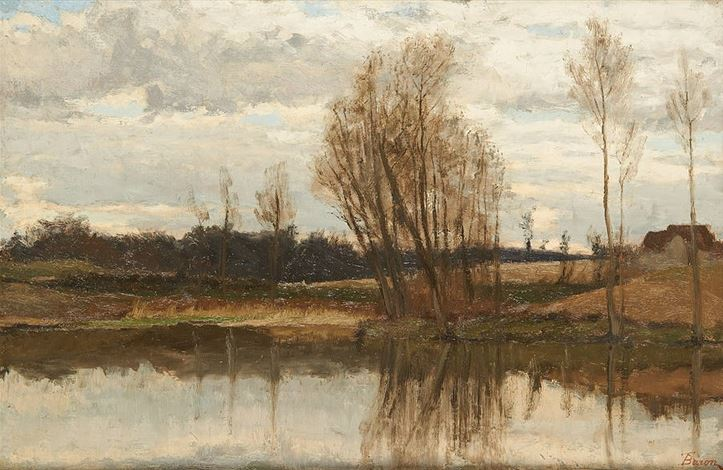
秋の水路
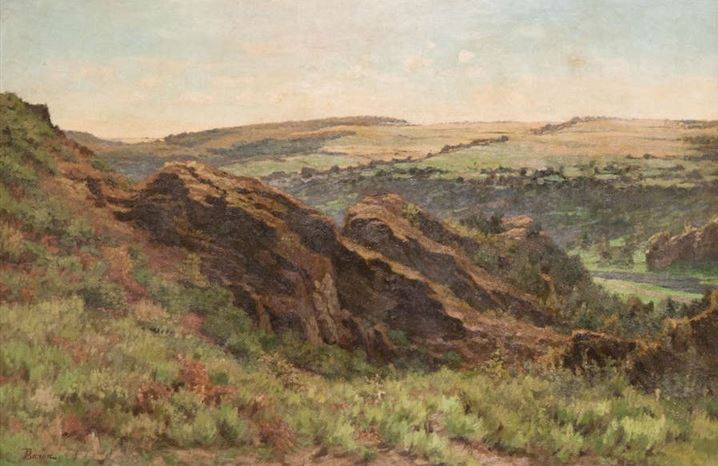
ウッファリーズ(Houffalize)の高地
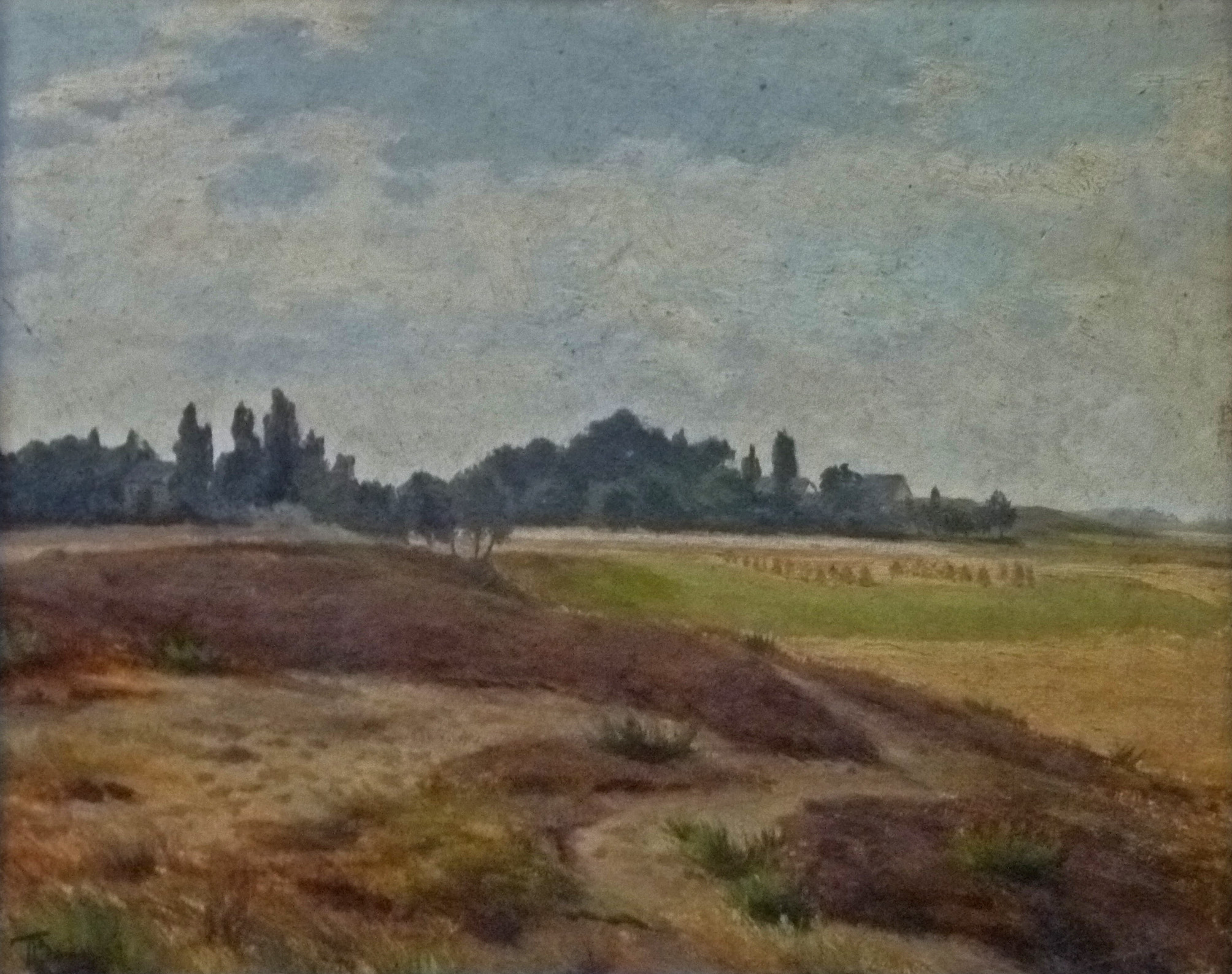
風景
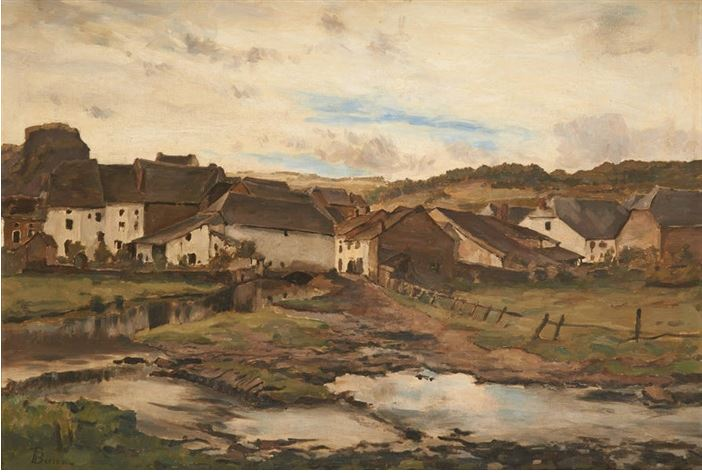
村